# Lise Legrand
Lise Legrand, född den 4 september 1976 i Boulogne-sur-Mer, Frankrike, är en fransk före detta brottare som tog OS-brons i mellanviktsbrottning i damklassen 2004 i Aten.